# Ocumare de la Costa
Pour les articles homonymes, voir Ocumare.
Ocumare de la Costa est le chef-lieu de la municipalité d'Ocumare de la Costa de Oro située dans l'État d'Aragua sur la côte nord-ouest du Venezuela à l'ouest de Caracas. La population s'élevait à 9 605 habitants en 2007.

## Histoire

### Le cacao criollo
Ocumare de la Costa est l'un des lieux historiques du cacao Criollo remplaçant la zone de production de Tucacas, aux mains des juifs hollandais de l'île de Curaçao, toute proche.
La production s'effectuait à partir du milieu du XVIIIe siècle avec des esclaves à une lieue et demie du port d'Independancia, on compte en moyenne 6 000 à 8 000 cacaoyers par plantation au milieu du XVIIIe siècle, les deux plus importantes appartenant aux sœurs de l'Immaculée conception à la fin de la colonisation, tandis qu'elles attirent ensuite quatre familles de colon des îles Canaries,.

### 1816 et le débarquement avorté de Simón Bolívar
C'est aussi le lieu où Simón Bolívar a décrété l'émancipation des esclaves noirs du Venezuela, en août et septembre 1816. La tentative de débarquement à Ocumare de la Costa fut cependant un échec et il dut repartir pour Haïti, recevoir le soutien du général Pétion.

## Festivités
Les différents villages de la zone d'Ocumare de la Costa, embarquent leurs saints respectifs afin de les faire se rencontrer en haute mer tous les 23 juin, une cérémonie en faveur de la pêche